# Session Initiation Protocol
Pour les articles homonymes, voir SIP.
Session Initiation Protocol, abrégé SIP, est un protocole de communication standard ouvert de gestion de sessions souvent utilisé dans les télécommunications multimédia (son, image, etc.). Il est depuis 2007 le plus courant pour la téléphonie par internet (la VoIP).
SIP n'est pas seulement destiné à la VoIP mais aussi à de nombreuses autres applications telles que la visiophonie, la messagerie instantanée, la réalité virtuelle ou même les jeux vidéo en ligne.

## Présentation technique
Session Initiation Protocol (dont l'abréviation est SIP) est un protocole de la couche applicative du modèle OSI (et non de la couche session comme son nom pourrait le laisser croire), normalisé et standardisé par l'IETF (décrit par le RFC 3261 qui rend obsolète le RFC 2543, et est complété par le RFC 3265) qui a été conçu pour établir, modifier et terminer des sessions multimédia. Il se charge de l'authentification et de la localisation des multiples participants. Il se charge également de la négociation sur les types de média utilisables par les différents participants en encapsulant des messages SDP (Session Description Protocol). SIP ne transporte pas les données échangées durant la session comme la voix ou la vidéo. SIP étant indépendant de la transmission des données, tout type de données et de protocoles peut être utilisé pour cet échange. Cependant le protocole RTP (Real-time Transport Protocol) assure le plus souvent les sessions audio et vidéo. SIP remplace progressivement H.323.
Le protocole SIP utilise le port 5060, et sa version sécurisée SIP-TLS (alias SIPS) le port 5061.

## Contexte
À l'heure de la révolution de l'information par l'utilisation du réseau Internet, on assiste à la convergence de la téléphonie et de l'informatique (couplage téléphonie-informatique).
Les réseaux téléphoniques filaires (RTC ou RNIS) et mobiles de première et seconde générations (satellitaires et GSM) ont fait leur temps en tant que réseaux supportant la voix uniquement, avec des bandes passantes et débits très faibles (RNIS permettait les transmissions de données, en liaison commutée ou fixe sur abonnement, par unité de 64 kb/s ou encore par paquet sur le canal D).
H.323 a été un protocole pionnier de la téléphonie sur IP, émanant des instances du monde des télécommunications (UIT ou ITU). SIP, de conception un peu plus récente, vient du monde de l'Internet (IETF) et s'intègre sans doute un peu mieux dans les réseaux IP.
Les éditeurs, fournisseurs de services et opérateurs mettant du temps à offrir logiciels et services autour de H323 et SIP, la firme Skype s'est imposée avec plusieurs millions d'utilisateurs en proposant le logiciel client, le service et la passerelle vers les réseaux publics entrants et sortants, mais toute cette technologie est fermée et donc non accessible aux développeurs du monde libre.
Actuellement, pour combler les faiblesses en matière de présence et de réseaux (NAT) du protocole SIP, des éditeurs et fournisseurs de services planchent sur l'intégration de SIP avec Jabber, protocole fiable, standard, ouvert et éprouvé de présence et de messagerie instantanée.

## Fonctionnement

### Bases
SIP partage de nombreuses similitudes avec le protocole HTTP comme le codage en ASCII et les codes de réponse.
Le client envoie des requêtes au serveur, qui lui renvoie une réponse.
Les méthodes de base sont :
- INVITE permet à un client de demander une nouvelle session,
- ACK confirme l'établissement de la session,
- CANCEL annule un INVITE en suspens,
- BYE termine une session en cours,
- OPTIONS permet de récupérer les capacités de gestion des usagers, sans ouvrir de session,
- REGISTER permet de s'enregistrer auprès d'un serveur d'enregistrement.

Les codes de réponse sont similaires à HTTP :
- 100 Trying,
- 200 OK,
- 404 Not Found.

Les codes supérieurs ou égaux à x80 sont spécifiques à SIP :
- 180 Ringing,
- 486 Busy.

En revanche, SIP diffère de HTTP du fait qu'un agent SIP (User Agent, UA) joue habituellement à la fois les rôles de client et de serveur, c’est-à-dire qu'il peut aussi bien envoyer des requêtes, que répondre à celles qu'il reçoit.
En pratique, la mise en place de SIP repose sur trois éléments : User Agent, registrar et proxy.

### User Agent
Les User Agents sont les agents clients que l'on retrouve dans les téléphones SIP, les softphones (logiciels de téléphonie sur IP) des ordinateurs et PDA ou les passerelles SIP. En théorie, on peut établir des sessions directement entre deux User Agents, deux téléphones par exemple. Mais cela nécessite de connaître l'adresse IP du destinataire. Cela n'est pas l'idéal car une adresse IP peut ne pas être publique (derrière un NAT) ou changer et elle est bien plus compliquée à retenir qu'une URI (Uniform Resource Identifier). Les User Agents peuvent donc s'enregistrer auprès de Registrars pour signaler leur emplacement courant, c’est-à-dire leur adresse IP.

### Registrar

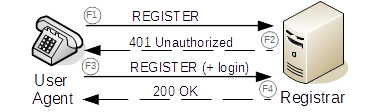
SIP User Agent inscription registraire SIP avec l'authentification par login

Le Registrar est un serveur qui gère les requêtes REGISTER envoyées par les Users Agents pour signaler leur emplacement courant. Ces requêtes contiennent donc une adresse IP, associée à une URI, qui seront stockées dans une base de données.
Les URI SIP sont très similaires dans leur forme à des adresses email : sip:utilisateur@domaine.com
Généralement, des mécanismes d'authentification permettent d'éviter que quiconque puisse s'enregistrer avec n'importe quelle URI.

### Proxy

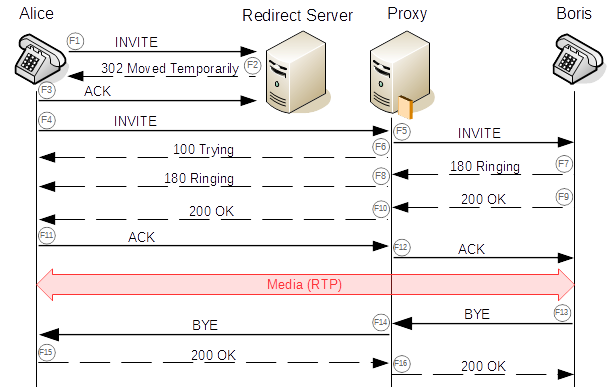
Flux appel par Redirect Server et proxy

Un proxy SIP sert d'intermédiaire entre deux User Agents qui ne connaissent pas leurs emplacements respectifs (adresse IP). En effet, l'association URI / Adresse IP a été stockée préalablement dans une base de données par un Registrar. Le proxy peut donc interroger cette base de données pour diriger les messages vers le destinataire.
Le proxy se contente de relayer uniquement les messages SIP pour établir, contrôler et terminer la session. Une fois la session établie, les données, par exemple un flux RTP pour la VoIP, ne transitent pas par le serveur proxy. Elles sont échangées directement entre les User Agents.

### B2BUA

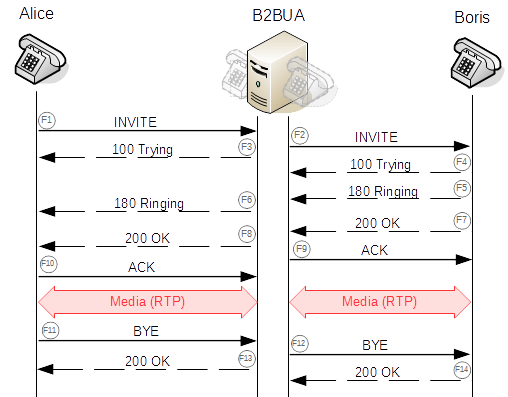
Etablissement d'une connexion avec le B2BUA

Un back-to-back user agent (B2BUA ou user agent "dos à dos") est au premier abord similaire à un serveur proxy SIP dans la mesure où il sert d’intermédiaire entre deux user agents. La différence principale est que le B2BUA ne se contente pas de relayer les message SIP, il "coupe" la signalisation de la communication à établir en deux échanges distincts et il en assure la gestion complète (établissement, contrôle et terminaison) de façon totalement indépendante. Ainsi, il agit comme un user agent "server" côté appelant et procède à un appel comme user agent "client" côté appelé. Chaque côté du B2BUA se comporte comme un élément SIP au sens de la RFC 3261. Comme tous les éléments de chaque appel transitent à travers le B2BUA, les fournisseurs de service peuvent implémenter des fonctionnalités supplémentaires disponibles pendant les appels.
Un serveur B2BUA peut ainsi fournir des fonctions :
- de gestions des appels (facturation, transfert d'appel, déconnexion d'appel automatique ...)
- couplage de réseau (adaptation de protocole, de codecs ...)
- de masquage de réseau (adresses privées, topologie du réseau ...)

Très souvent, la fonction B2BUA est intégrée à la passerelle média pour contrôler également les flux de médias de la session.

### Session border controller (SBC)
Les contrôleurs de session frontalière (SBC) servent de boîtes intermédiaires entre les agents utilisateurs et les serveurs SIP pour divers types de fonctions, notamment la dissimulation de la topologie du réseau et l'assistance à la traversée NAT. Les SBC sont une solution indépendante et ne sont pas mentionnés dans le RFC SIP.

## Caractéristiques induites du SIP
On trouve dans les argumentations pour ou contre le SIP les éléments suivants :
- Ouvert : les protocoles et documents officiels sont détaillés et accessibles à tous en téléchargement ;
- Standard : l'IETF a normalisé le protocole et son évolution continue par la création ou l'évolution d'autres protocoles qui fonctionnent avec SIP ;
- Basé sur l'adresse IP : cela induit que le SIP ne traverse pas les NAT (mais cela peut être résolu en déployant des mécanismes client-serveur supplémentaires comme STUN ou en couplant SIP avec Jabber) ;
- Intégration logique à d'autres standards : l'intégration à Jabber permet par exemple de contourner les problèmes liés à l'adressage IP ;
- Très similaire à HTTP ;
- Compatible P2P : sur un réseau local, SIP fonctionne complètement en P2P (encore plus facilement avec l'intégration de Zeroconf), ce n'est pas le cas pour l'établissement de sessions entre deux pairs séparés par un NAT ;
- Flexible : SIP est également utilisé pour tout type de session multimédia (voix, vidéo, mais aussi musique, réalité virtuelle, etc.) ;
- Téléphonie sur réseaux publics : il existe de nombreuses passerelles (services payants) vers les réseaux publics de téléphonie (RTC, GSM, etc.) permettant d'émettre ou de recevoir des appels vocaux ;
- Points communs avec H.323 : l'utilisation du protocole RTP et quelques codecs son et vidéo sont en commun ;
- Mauvaise implémentation : une mauvaise implémentation ou une implémentation incomplète du protocole SIP dans les User Agents peut perturber le fonctionnement ou générer du trafic superflu sur le réseau ;
- Les incompatibilités : H.323 (standard et ouvert) et Skype (propriétaire) bénéficient de leur effet réseau respectif, bien que H.323 tende à disparaître au profit de SIP ;
- Présence et messagerie instantanée : SIP montre un certain nombre de faiblesses dans la gestion de la présence et la messagerie instantanée, mais l'intégration du standard ouvert spécialisé Jabber résout la plupart de ces problèmes ;
- /!\  ("Il est depuis 2007 le plus courant pour la téléphonie par internet") /!\ Faible nombre d'utilisateurs : SIP est encore peu connu et peu utilisé par le grand public, n'ayant pas atteint une masse critique, il ne bénéficie pas de l'effet réseau ;
- Non sécurisé : login et mot de passe transmis en clair (sans chiffrement).

## Aspects du marché
Depuis 2003, le protocole SIP est adopté progressivement par tous les grands acteurs de l'industrie en tant que protocole de choix pour l'évolution des réseaux fixes (IMS) et mobiles :
- Orange, après une phase de tests en Bretagne, officialise l'utilisation de ce protocole en mars 2008[5]
- Retenu par tous les grands fournisseurs traditionnels d'autocommutateur téléphonique privé[réf. nécessaire]
- Retenu dans les architectures de voix sur réseau IP pour la convergence fixe mobile où les services de présence sont une exigence forte[réf. nécessaire]
- Retenu par la majorité des acteurs du marché de la visioconférence[réf. nécessaire]
- Retenu par Microsoft[6]
- Utilisé dans le cœur des réseaux mobiles : UMTS, HSPA et LTE[7]
- Utilisé pour l'établissement des appels vocaux « VoLTE » dans les terminaux et réseaux mobiles de 4e génération LTE[8].